# Снокволмі (Вашингтон)
Снокволмі (англ. Snoqualmie) — місто (англ. city) в США, в окрузі Кінг штату Вашингтон. Населення — 14 121 особа (2020).

## Географія
Снокволмі розташоване за координатами 47°32′35″ пн. ш. 121°52′8″ зх. д. / 47.54306° пн. ш. 121.86889° зх. д. (47.542960, -121.868800).  За даними Бюро перепису населення США в 2010 році місто мало площу 16,88 км², з яких 16,59 км² — суходіл та 0,29 км² — водойми. В 2017 році площа становила 19,24 км², з яких 18,61 км² — суходіл та 0,63 км² — водойми.

### Клімат
| Клімат : Снокволмі           | Клімат : Снокволмі | Клімат : Снокволмі | Клімат : Снокволмі | Клімат : Снокволмі | Клімат : Снокволмі | Клімат : Снокволмі | Клімат : Снокволмі | Клімат : Снокволмі | Клімат : Снокволмі | Клімат : Снокволмі | Клімат : Снокволмі | Клімат : Снокволмі | Клімат : Снокволмі |
| Показник                     | Січ.               | Лют.               | Бер.               | Квіт.              | Трав.              | Черв.              | Лип.               | Серп.              | Вер.               | Жовт.              | Лист.              | Груд.              | Рік                |
| Абсолютний максимум, °C      | 19,4               | 23,9               | 26,1               | 32,2               | 36,1               | 37,2               | 37,8               | 38,9               | 36,7               | 35,0               | 23,9               | 19,4               | 38,9               |
| Середній максимум, °C        | 8,2                | 9,8                | 12,1               | 14,6               | 17,7               | 20,6               | 24,0               | 24,6               | 21,3               | 15,6               | 10,3               | 7,1                | 15,5               |
| Середня температура, °C      | 5,1                | 5,7                | 7,5                | 9,6                | 12,6               | 15,4               | 18,1               | 18,2               | 15,2               | 10,7               | 6,9                | 4,2                | 10,8               |
| Середній мінімум, °C         | 1,9                | 1,6                | 2,9                | 4,6                | 7,6                | 10,3               | 12,1               | 11,9               | 9,0                | 5,9                | 3,4                | 1,2                | 6,1                |
| Абсолютний мінімум, °C       | −18,3              | −19,4              | −13,3              | −4,4               | −3,3               | −0,6               | 2,2                | 1,7                | −1,1               | −5                 | −16,7              | −16,1              | −19,4              |
| Норма опадів, мм             | 225                | 138                | 159                | 122                | 102                | 75                 | 35                 | 33                 | 72                 | 145                | 257                | 215                | 1576               |
| ---------------------------- | ------------------ | ------------------ | ------------------ | ------------------ | ------------------ | ------------------ | ------------------ | ------------------ | ------------------ | ------------------ | ------------------ | ------------------ | ------------------ |
| Джерело: The Weather Channel |                    |                    |                    |                    |                    |                    |                    |                    |                    |                    |                    |                    |                    |

## Демографія
Згідно з переписом 2010 року, у місті мешкало 10 670 осіб у 3547 домогосподарствах у складі 2912 родин. Густота населення становила 632 особи/км².  Було 3761 помешкання (223/км²).
Расовий склад населення:
| - 83,3 % — білих - 9,3 % — азіатів - 0,9 % — корінних американців - 0,8 % — чорних або афроамериканців - 0,1 % — вихідців з тихоокеанських островів - 1,4 % — осіб інших рас |

До двох чи більше рас належало 4,4 %. Частка іспаномовних становила 5,3 % від усіх жителів.
За віковим діапазоном населення розподілялося таким чином: 35,0 % — особи молодші 18 років, 61,1 % — особи у віці 18—64 років, 3,9 % — особи у віці 65 років та старші. Медіана віку мешканця становила 33,7 року. На 100 осіб жіночої статі у місті припадало 99,8 чоловіків;  на 100 жінок у віці від 18 років та старших — 95,5 чоловіків також старших 18 років.
Середній дохід на одне домашнє господарство  становив 142 114 долари США (медіана — 124 264), а середній дохід на одну сім'ю — 148 424 долари (медіана — 132 140). Медіана доходів становила 94 845 доларів для чоловіків та 75 781 долар для жінок. За межею бідності перебувало 1,8 % осіб, у тому числі 3,0 % дітей у віці до 18 років та 0,0 % осіб у віці 65 років та старших.
Цивільне працевлаштоване населення становило 6153 особи. Основні галузі зайнятості: освіта, охорона здоров'я та соціальна допомога — 22,2 %, науковці, спеціалісти, менеджери — 20,2 %, виробництво — 10,6 %, роздрібна торгівля — 8,4 %.